# Inowłódz (plaats)
Inowłódz is een dorp in het Poolse woiwodschap Łódź, in het district Tomaszowski (Mazovië). De plaats maakt deel uit van de gemeente Inowłódz en telt 795 inwoners.